# 金浦大橋
金浦大橋（英語：김포대교）是一条横跨汉江的桥梁，位于韓國京畿道。桥梁两端连接高陽市和金浦市，于1997年11月3日通车。大桥全长2,280米，宽度为38.21米。大桥属于首都圈一環高速公路的一部分。